# Красное (хутор, Кущёвский район)
Кра́сное — хутор в Кущёвском районе Краснодарского края России.
Входит в состав Красносельского сельского поселения.

## География
Расположен в северной части Приазово-Кубанской равнины. Фактически хутор слился с селом Красное.

## Население
| 2002 | 2010  |
| ---- | ----- |
| 1442 | ↗1490 |

## Улицы
| - пер. 50 лет ВЛКСМ, - пер. Амбулаторный, - пер. Клубный, - пер. Луговой, - пер. Механизаторов, - пер. Складской, - пер. Шоссейный, | - ул. Весенняя, - ул. Заводская, - ул. Комсомольская, - ул. Космонавтов, - ул. Мичурина, - ул. Молодёжная, - ул. Новосёлов, | - ул. Полянского, - ул. Пушкина, - ул. Садовая, - ул. Спортивная, - ул. Цветочная, - ул. Шамраева, - ул. Южная. |